# Digital Latin America
A Digital Latin America (DLA) é uma empresa de desenvolvimento, e fornecedora de entretenimento. Em 17 de outubro de 2011 a América Móvil anunciou a compra da empresa, Claxson. O objetivo da compra, segundo fontes, foi para a criação de uma plataforma única de distribuição de conteúdo. No país a empresa fornece serviços para a NET (NET Digital DLA), Claro (Clarovideo), Telefónica e GVT.

## Canais
Atualmente a empresa possui uma certa diversificação nos canais, três são de propriedade da mesma: Concert Channel, MixPlay e Rush HD. No Brasil ela ainda possui um acordo com a NBC Universal para a distribuição do serviço em vídeo sob demanda (VOD), PictureBox.